# Made of Steel
Made of Steel (engelska: Beyond the Law) är en amerikansk TV-film från 1993 i regi av Larry Ferguson, med Charlie Sheen, Linda Fiorentino, Michael Madsen och Courtney B. Vance i rollerna.

## Handling
Filmen är baserad på en sann historia. Vi får följa Dan Saxon (Charlie Sheen), en polis med en mörkt förflutet. Han blir anlitad för att gå undercover för att sätta stopp för handel med knark och vapen. Saxon lyckas inte infiltrera något förrän han träffar och blir vän med mekanikern Virgil (Leon Rippy) som känner en grupp bikers på fel sida lagen.

## Rollista
| Charlie Sheen      | – Daniel 'Dan' Saxon    |
| Linda Fiorentino   | – Renee Jason           |
| Michael Madsen     | – Blood                 |
| Courtney B. Vance  | – Conroy Price          |
| Leon Rippy         | – Virgil                |
| Dennis Burkley     | – Oatmeal               |
| Lyndsay Riddell    | – Marybette Jason       |
| Rino Thunder       | – Bogus Charlie         |
| Rip Torn           | – Deputy Butch Prescott |
| James Oscar Lee    | – Highside              |
| Ed Adams           | – Dirt                  |
| Hollie Chamberlain | – Stephie               |
| Richard Madsen     | – Buster                |
| Larry Ferguson     | – Sheriff Kelly         |
| Ted Parks          | – Sidewinder            |